# 마르셀 프루스트의 주변 인물
프루스트의 가장 중요한 소설 <잃어버린 시간을 찾아서>는 비록 엄격한 의미에서의 모델 소설은 아니지만, 프루스트의 주변 인물들은 그 작품의 유래를 더 잘 이해할 수 있게끔 도와준다.
프루스트가 말년에 소설속 등장 인물들과 그가 영향받은 사람들에 대하여 질문을 받았을 때, 친구였던 그라몽 공작에게 다음과 같이 썼다. "나는 그레퓔 부인이 내 책에서 게르망트 부인이라고 주장하던 이들을 더 이상 알지 못하오. 나는 최후의 활력을 갖고 이를 반박하였소. 허나 나는 결국 게르망트 부인에게서 2분 동안 그레퓔 부인의 아름다움과 그녀의 화려한 옷치장을 어느 정도 볼 수 있었다는 점에 동의하게 되었소."

## 가족
- 아드리앵 프루스트, 작가 프루스트의 아버지.
- 잔 프루스트, 혼전성 베유, 작가 프루스트가 각별히 지낸 어머니로 여러 여행에서 아들과 동행하였음.
- 로베르 프루스트, 작가 프루스트의 남동생, 1903년 분가하였음.

## 집안 고용인
- 알프레드 아고스티넬리(1888-1914), 프루스트의 운전사이자 비서.
- 셀레스트 알바레, 혼전성 지네스트(1891-1984), 1914년부터 프루스트가 작고할 때까지 그의 가정부.

## 어린 시절 친구들과리세 콩도르세에서의 동창

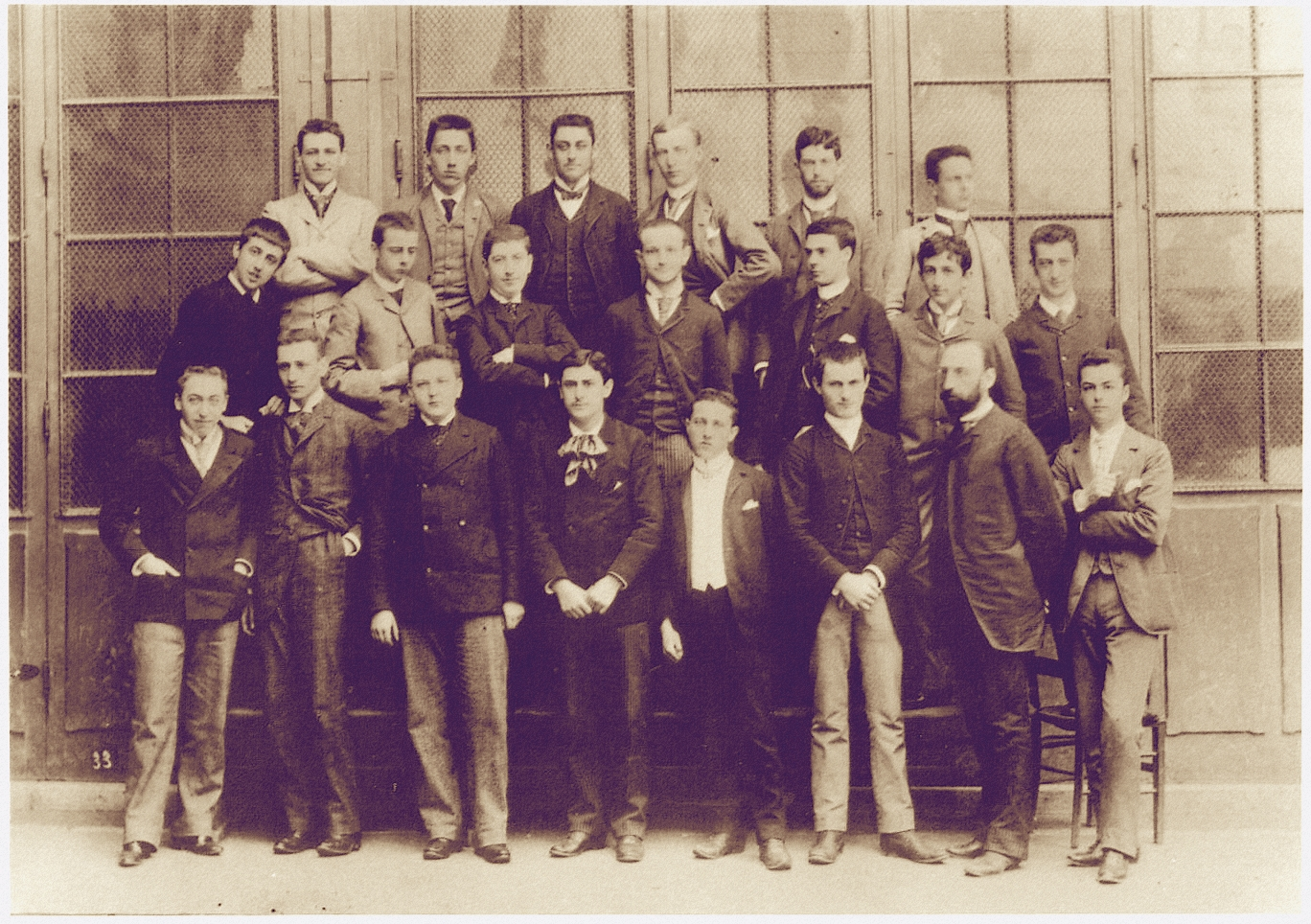
1888년 콩도르세에서 알퐁스 다를뤼의 철학 수업을 듣던 학급. 프루스트는 왼쪽 두번째 줄에 있으며 그 위로는 라울 베르지니가 있음. 첫번째 줄에서 왼쪽으로 세번째 인물은 다비드 다비드베유이며 두번째 줄에는 알퐁스 다를뤼가 있음.

- 자크 베녜르(1872-1944), 리세 콩도르세에서 페르낭 그레그, 자크 비제, 프루스트의 친구였음. 어머니 로르 베녜르(작중 인물 르루아 부인의 모델[1])가 열던 제네랄푸아 가 40번지와, 고모 샤를로트 베녜르가 열던 튀랭 가의 파리지앵 살롱, 트루빌쉬르메르에 위치한 프레몽 저택에서 열린 살롱에 프루스트를 소개한 인물. 프루스트는 샤를로트 베녜르의 자식들과도 교우를 맺었으며, 프레몽 저택은 <잃어버린 시간을 찾아서>의 라 라스펠리에르 별장의 모델이 되었음.[2]
- 폴 베녜르, 자크 베녜르의 사촌, 샤를로트 베녜르와 아르튀르 베녜르의 아들. 화가이자 리세 콩도르세 시절 동창으로 프루스트의 초상화를 그렸으며 트루빌의 프레몽 저택 주인
- 마리 드 베나르다키(1874-1949), 어린 시절 프루스트의 첫사랑. 외교관 니콜라스 드 베나르다키와 부인 레이브로크의 딸로 태어남. 그녀는 니콜라스 라지비 공(1870-1955)과 결혼하였으나 1915년 결혼 무효화. 자매 넬리는 앙투안 드 콩타드 자작부인이 되었음. 이모는 샤를 드 탈레랑페리고르 남작부인이며 다른 이모는 아르망 니자르 대사 부인.
- 자크 비제(1872-1922), 주느비에브 알레비와 조르주 비제의 아들로 프루스트의 어린 시절 친구
- 레옹 도데, 뤼시앵 도데의 형
- 뤼시앵 도데, 프루스트의 어린 시절 친구
- 로베르 드레퓌스, 프루스트의 어린 시절 친구로 그가 죽을 때까지 교우를 지속했으며 회상록을 저술하였음
- 앙투아네트 포르와 뤼시 포르, 이후 프랑스 대통령이 되는 펠릭스 포르의 두 딸
- 페르낭 그레그, 프루스트의 학창 시절 친구
- 다니엘 알레비, 프루스트의 학창 시절 친구이자 자크 비제의 사촌
- 로베르 드 플레르, 학창 시절 친구이자 프루스트 평생에 걸쳐 친구로 지냄
- 장 드 티낭, 청소년기 프루스트의 친구로 1898년 사망.[3]
- 레옹 브룅스비크, 동창
- 라울 베르지니, 콩도르세에서 알퐁스 다를뤼의 수업을 함께 듣던 반 친구로 프루스트의 절친.
- 오라스 피날리, 콩도르세에서 알퐁스 다를뤼의 수업을 함께 듣던 반 친구
- 다비드 다비드베유, 프루스트와 같은 반이었으며 학계로 나아갔음.

## 사교계

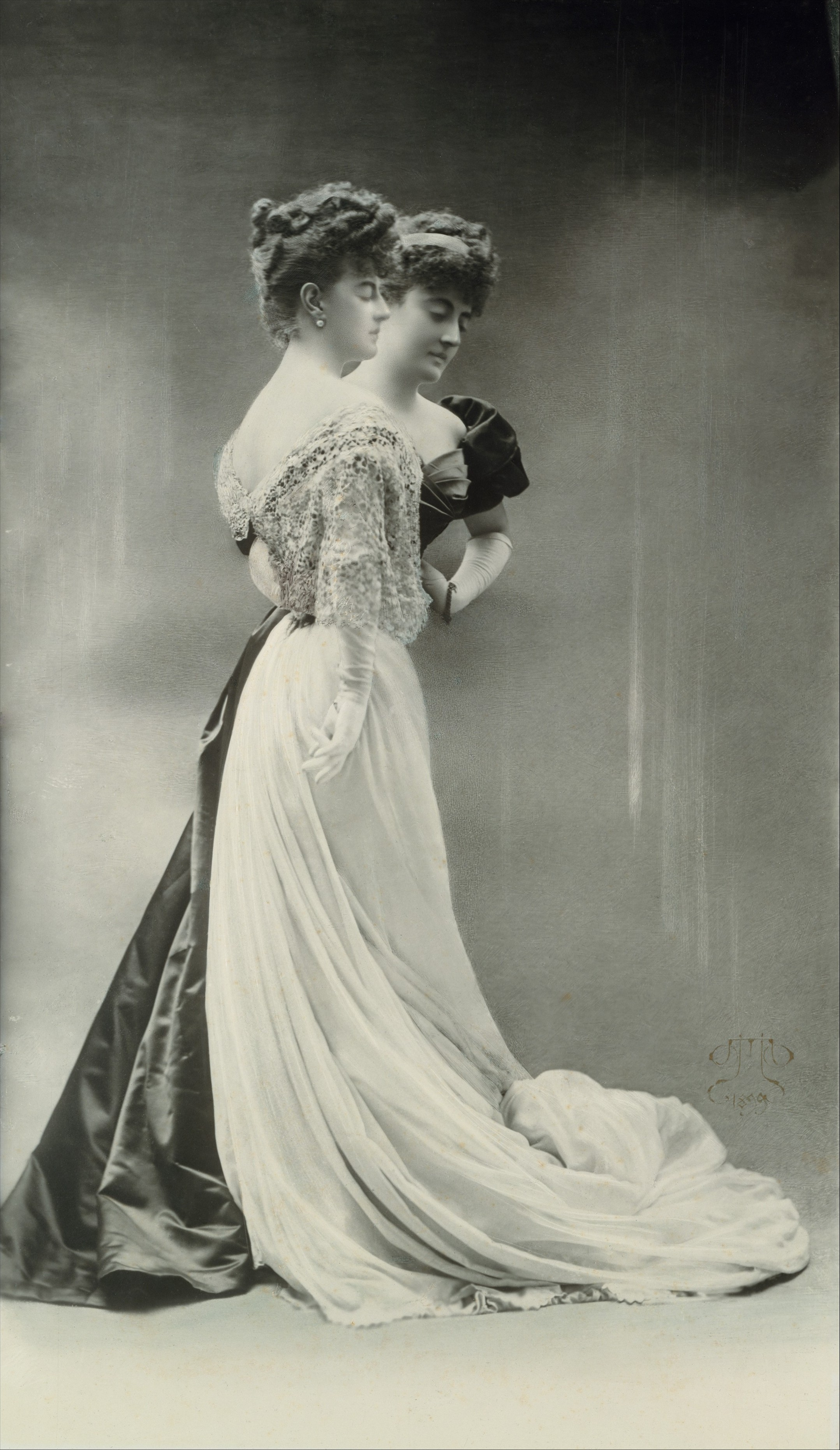
그레퓔 백작부인, 오토 베게너 촬영 (1899).

- 아르망 드 카이야베 부인, qui tient l'un des premiers salons que fréquente Proust. L'un des modèles de Mme Verdurin.
- 오베르농 부인, tient un salon concurrent de celui de Mme Arman de Caillavet, sinon « le plus connu à Paris »[4].
- 자크에밀 블랑슈, a peint le portrait de Proust et de nombreux personnages mondains de cette époque.
- 르네 블룅, avec qui il partage certains goûts.
- 보니 드 카스텔란, 벨에포크 시절 유명한 인물
- 장 드 카스텔란 벡작부인, née Dorothée de Talleyrand-Périgord, fille du prince de Sagan et belle-sœur du précédent, de son éducation prussienne, elle avait un léger accent dont se souvient Proust pour décrire la princesse de Guermantes, qu'il fait naître "duchesse en Bavière".
- 셰비녜 백작부인, Proust l'admire sans retour. L'un des principaux modèles de la duchesse de Guermantes.
- 클레르몽토네르 공작부인, demi-sœur du duc de Guiche.
- 샤를 아스, 옛 댄디로 프루스트와는 여러 살롱에서 마주쳤음. 샤를 스완의 모델 중 한 명.
- 마들렌 르메르, reçoit Proust dans son salon et l'invite en villégiature chez elle à Dieppe et au château de Réveillon.
- 마틸드 공주, 프루스트가 초대받게 된 살롱을 운영했음.
- 로베르 드 몽테스키우, 유명한 시인이자 댄디로 프루스트를 여러 살롱에 초대한 인물
- 가스통 아르망 드 카이야베, auteur dramatique, ami de jeunesse de Proust qui le rencontre en 1889.
- 잔 푸케, épouse en premières noces Gaston Arman de Caillavet. Proust est amoureux d'elle sans espoir.
- 레옹 라지빌, fait partie des amis proches de Proust, pendant sa période mondaine.
- 레몽 루스, écrivain et relation mondaine de Proust, que ce dernier célébrera en vantant (peut-être avec une certaine forme d’ironie) le « prodigieux outillage poétique » du roman en vers La Doublure, écrit à dix-neuf ans par Roussel[5].
- 사강 공, cercleux âgé que Proust a croisé dans les salons.
- 베르트랑 드 살리냑페넬롱, accompagne Proust dans divers voyages. Sa mort en 1914 affecte profondément l'écrivain.
- 엘렌 스탕디슈, née Hélène de Pérusse des Cars, épouse d'Henry Noailles Widdrington Standish. Amie de la comtesse de Greffulhe. Elle est l'une des figures de la vie mondaine et aristocratique parisienne et sert de modèle également à Marcel Proust pour son personnage de la duchesse de Guermantes.
- 스트로스 부인, 자크 비제의 어머니, qui tient un des premiers salons (qui deviendra dreyfusard), où Proust fut introduit. 게르망트 공작부인의 모델 중 한 명.
- 마리 판 잔트, cantatrice, créatrice de Lakmé de Léo Delibes. Intime de son père et de son grand-oncle Louis Weil; l'écrivain s'en inspirera pour le personnage d'Odette en "Miss Sacripant".
- 아르망 드 그라몽, 기슈 공작, 이후 그라몽 공작 (1878-1962), 프루스트의 친구이자 그레퓔 백작부인의 딸, 엘렌 그레퓔의 남편.
- 그레퓔 백작부인, 포부르 생제르맹의 유명한 미인이자 예술과 학문의 후원자. 게르망트 공작부인의 모델 중 한 명.